# صيدناني مريام
صيدناني مريام (الاسم العلمي: Tamias merriami) (بالإنجليزية: Merriam's Chipmunk)‏ هو نوع من الحيوانات يتبع جنس الصيدناني من الفصيلة السنجابية.